# Ґарбатка-Дзевйонтка
Ґарбатка-Дзевйонтка (пол. Garbatka-Dziewiątka) — село в Польщі, у гміні Ґарбатка-Летнисько Козеницького повіту Мазовецького воєводства.
Населення — 99 осіб (2011).
У 1975-1998 роках село належало до Радомського воєводства.

## Демографія
Демографічна структура станом на 31 березня 2011 року:
|          | Загалом | Допрацездатний вік | Працездатний вік | Постпрацездатний вік |
| -------- | ------- | ------------------ | ---------------- | -------------------- |
| Чоловіки | 50      | 12                 | 32               | 6                    |
| Жінки    | 49      | 13                 | 25               | 11                   |
| Разом    | 99      | 25                 | 57               | 17                   |